# Чемпионат СССР по волейболу среди женщин 1988/1989
51-й чемпионат СССР по волейболу среди женщин (высшая лига) проходил с ноября 1988 по апрель 1989 года с участием 12 команд. Чемпионский титул в 9-й раз в своей истории и в 4-й раз подряд выиграла свердловская «Уралочка».

## Система проведения чемпионата
Соревнования команд высшей лиги состояли из предварительного этапа и плей-офф. Предварительная стадия проходила по туровой системе. Все 12 команд были разделены на пары и в каждом туре (всего 5 по три четвёрки в каждом из них) пара команд проводила по два матча против команд другой пары, а в первом туре команды, составившие пару, кроме того проводили по два матча между собой. В случае равенства очков у двух и более команд места распределялись по результатам личных встреч, затем по соотношению выигранных и проигранных партий. 8 лучших вышли в четвертьфинал плей-офф, где были распределены на 4 пары. 1-е место играет с 8-м, 2-е — с 7-м, 3-е — с 6-м, 4-е — с 5-м. Победители вышли в полуфинал и далее по системе с выбыванием разыграли места с 1-го по 4-е. По такой же системе места с 5-го по 8-е разыграли команды, проигравшие в четвертьфинале. Четвертьфинальные и полуфинальные серии проводились до трёх побед одного из соперников, финальные (за 1-е и 3-е места) — до двух побед.
Команды, занявшие на предварительном этапе 9—12-е места, провели 4-х круговой турнир по туровой системе с учётом всех результатов предварительного этапа.

## Высшая лига

### Предварительный этап
| М  | Команда                 | 1       | 2       | 3       | 4       | 5       | 6       | 7       | 8       | 9       | 10      | 11      | 12      | И  | В  | П  | С/П   | О  |
| -- | ----------------------- | ------- | ------- | ------- | ------- | ------- | ------- | ------- | ------- | ------- | ------- | ------- | ------- | -- | -- | -- | ----- | -- |
| 1  | «Уралочка» Свердловск   |         | 3:0     | 3:1 0:3 | 3:0     | 3:0     | 2:3 0:3 | 3:1 3:0 | 3:2 3:1 | 3:0 3:1 | 3:2 3:0 | 3:1 3:0 | 3:0     | 22 | 19 | 3  | 59:18 | 19 |
| 2  | АДК Алма-Ата            | 0:3     |         | 3:0 3:1 | 0:3     | 3:0 3:2 | 3:1 3:2 | 3:0 3:1 | 3:2 1:3 | 3:1 3:2 | 1:3 3:1 | 3:0     | 3:0     | 22 | 16 | 6  | 50:31 | 16 |
| 3  | «Искра» Ворошиловград   | 1:3 3:0 | 0:3 1:3 |         | 3:2 3:0 | 3:1 1:3 | 1:3 0:3 | 1:3 3:1 | 3:0 3:2 | 2:3 1:3 | 3:1 3:0 | 3:1     | 3:0 3:2 | 22 | 13 | 9  | 47:38 | 13 |
| 4  | МедИн Одесса            | 0:3     | 3:0     | 2:3 0:3 |         | 3:2 3:1 | 3:0 1:3 | 3:1 1:3 | 0:3 3:1 | 3:2 0:3 | 3:1     | 3:1 0:3 | 3:0     | 22 | 13 | 9  | 43:37 | 13 |
| 5  | «Орбита» Запорожье      | 0:3     | 0:3 2:3 | 1:3 3:1 | 2:3 1:3 |         | 3:1 3:2 | 3:0 3:1 | 3:0 3:2 | 3:1 0:3 | 0:3 3:0 | 3:0 3:1 | 3:0 3:1 | 22 | 13 | 9  | 45:37 | 13 |
| 6  | «Уралочка»-2 Свердловск | 3:2 3:0 | 1:3 2:3 | 3:1 3:0 | 0:3 3:1 | 1:3 2:3 |         | 2:3 3:0 | 0:3 3:1 | 3:0 2:3 | 1:3 0:3 | 3:2     | 3:0 3:1 | 22 | 12 | 10 | 47:40 | 12 |
| 7  | «Коммунальник» Минск    | 1:3 0:3 | 0:3 1:3 | 3:1 1:3 | 1:3 3:1 | 0:3 1:3 | 3:2 0:3 |         | 1:3 3:2 | 3:0 3:2 | 3:0     | 3:0     | 3:1 3:0 | 22 | 12 | 10 | 42:39 | 12 |
| 8  | ЦСКА Москва             | 2:3 1:3 | 2:3 3:1 | 0:3 2:3 | 3:0 1:3 | 0:3 2:3 | 3:0 1:3 | 3:1 2:3 |         | 3:1 3:2 | 3:1 3:0 | 2:3 3:0 | 3:0     | 22 | 11 | 11 | 48:39 | 11 |
| 9  | БЗБК Баку               | 0:3 1:3 | 1:3 2:3 | 3:2 3:1 | 2:3 3:0 | 1:3 3:0 | 0:3 3:2 | 0:3 2:3 | 1:3 2:3 |         | 2:3 3:2 | 3:1 3:2 | 0:3 3:0 | 22 | 9  | 13 | 41:49 | 9  |
| 10 | «Автомобилист» Ташкент  | 2:3 0:3 | 3:1 1:3 | 1:3 0:3 | 1:3     | 3:0 0:3 | 3:1 3:0 | 0:3     | 1:3 0:3 | 3:2 2:3 |         | 3:0 2:3 | 3:2 3:1 | 22 | 8  | 14 | 35:49 | 8  |
| 11 | «Динамо» Москва         | 1:3 0:3 | 0:3     | 1:3     | 1:3 3:0 | 0:3 1:3 | 2:3     | 0:3     | 3:2 0:3 | 1:3 2:3 | 0:3 3:2 |         | 3:2 3:0 | 22 | 5  | 17 | 27:57 | 5  |
| 12 | «Динамо» Каунас         | 0:3     | 0:3     | 0:3 2:3 | 0:3     | 0:3 1:3 | 0:3 1:3 | 1:3 0:3 | 0:3     | 3:0 0:3 | 2:3 1:3 | 2:3 0:3 |         | 22 | 1  | 21 | 13:63 | 1  |

Места проведения туров:
- 1 — Алма-Ата, Москва, Свердловск (ноябрь-декабрь);
- 2 — Нижний Тагил, Минск, Москва (декабрь);
- 3 — Северодонецк, Запорожье, Паневежис (декабрь);
- 4 — Алма-Ата, Одесса, Ташкент (январь);
- 5 — Баку, Одесса, Свердловск (февраль).

### Плей-офф

#### Четвертьфинал
Февраль-март 1989. Серии до трёх побед одной из команд. Первые два матча на полях команд, занявших на предварительном этапе более низкие места.
ЦСКА (Москва) — «Уралочка» (Свердловск) 0-3
0:3 (6:15, 8:15, 4:15).
0:3 (11:15, 12:15, 12:15).
0:3 (7:15, 4:15, 9:15).
«Уралочка»-2 (Свердловск) — «Искра» (Ворошиловград) 2-3
3:2 (3:15, 11:15, 15:12, 15:13, 15:9).
3:1 (5:15, 15:8, 15:13, 16:14).
1:3 (15:9, 14:16, 10:15, 6:15).
2:3 (15:8, 6:15, 10:15, 15:6, 16:17).
1:3 (15:11, 16:17, 4:15, 10:15).
«Орбита» (Запорожье) — МедИн (Одесса) 3-0
3:0 (15:0, 15:10, 15:5).
3:0 (15:6, 15:3, 15:12).
3:0 (15:13, 15:13, 15:12).
«Коммунальник» (Минск) — АДК (Алма-Ата) 1-3
1:3 (13:15, 6:15, 17:15, 0:15).
3:2 (14:16, 15:13, 3:15, 15:9, 15:9).
2:3 (14:16, 4:15, 15:12, 15:13, 15:17).
0:3 (9:15, 11:15, 4:15).

#### Полуфинал за 5-8 места
Апрель 1989. Серии до двух побед одной из команд. Первые матчи на полях команд, занявших на предварительном этапе более низкие места.
ЦСКА (Москва) — МедИн (Одесса)
«Коммунальник» (Минск) — «Уралочка»-2 (Свердловск)

#### Полуфинал за 1-4 места
Апрель 1989. Серии до трёх побед одной из команд. Первый матч на полях команд, занявших на предварительном этапе более низкие места.
«Орбита» (Запорожье) — «Уралочка» (Свердловск) 0-3
1:3 (15:11, 11:15, 9:15, 2:15).
0:3 (10:15, 11:15, 12:15).
0:3 (5:15, 5:15, 2:15).
«Искра» (Ворошиловград) — АДК (Алма-Ата) 0-3
2:3 (8:15, 15:12, 7:15, 16:14, 10:15).
1:3 (15:9, 9:15, 8:15, 8:15).
0:3 (2:15, 3:15, 10:15).

#### Матч за 7-е место
Апрель 1989. 
«Коммунальник» (Минск) — МедИн (Одесса)

#### Матч за 5-е место
«Уралочка»-2 (Свердловск) — ЦСКА (Москва)
28 апреля. Свердловск. 3:1 (15:7, 5:15, 15:4, 15:6).

#### Матчи за 3-е место
Серия до двух побед одного из соперников.
«Орбита» (Запорожье) — «Искра» (Ворошиловград) 2-0
22 апреля. Запорожье. 3:2 (8:15, 11:15, 15:9, 15:2, 15:13).
28 апреля. Ворошиловград. 3:-

#### Финал
Серия до двух побед одного из соперников.
АДК (Алма-Ата) — «Уралочка» (Свердловск) 1-2
23 апреля. Алма-Ата. 1:3 (16:14, 10:15, 10:15, 4:15).
28 апреля. Свердловск. 3:2 (11:15, 3:15, 15:7, 15:10, 15:8).
29 апреля. Свердловск. 1:3 (11:15, 15:12, 2:15, 9:15).

### За 9—12 места
| М  | Команда                | 9         | 10        | 11        | 12        | И  | В | П | С/П | О |
| -- | ---------------------- | --------- | --------- | --------- | --------- | -- | - | - | --- | - |
| 9  | БЗБК Баку              |           | 3:1 2:3 ? | 3:0 3:2 ? | 3:0 3:1 ? | 34 |   |   |     |   |
| 10 | «Автомобилист» Ташкент | 1:3 3:2 ? |           | 0:3 3:0 ? | 3:2 3:0 ? | 34 |   |   |     |   |
| 11 | «Динамо» Москва        | 0:3 2:3 ? | 3:0 0:3 ? |           | 3:0 3:0 ? | 34 |   |   |     |   |
| 12 | «Динамо» Каунас        | 0:3 1:3 ? | 2:3 0:3 ? | 0:3 0:3 ? |           | 34 |   |   |     |   |

Итоговые результаты с учётом всех матчей предварительного этапа. Туры прошли в Каунасе, Москве, Баку и Ташкенте.

### Итоговая расстановка
1. «Уралочка» Свердловск
2. АДК Алма-Ата
3. «Орбита» Запорожье
4. «Искра» Ворошиловград
5. «Уралочка»-2 Свердловск
6. ЦСКА
7. «Коммунальник» Минск
8. МедИн Одесса
9. БЗБК Баку
10. «Автомобилист» Ташкент
11. «Динамо» Москва
12. «Динамо» Каунас
«Динамо» (Каунас) покидает высшую лигу. Его меняет победитель турнира 1-й лиги ТТУ (Ленинград).
В переходных матчах рижская «Аврора» победила московское «Динамо» и получила путёвку в высшую лигу.

## 1-я лига
1. ТТУ Ленинград
2. «Аврора» Рига
3. «Сокол» Киев
4. «Политехник» Челябинск
5. «Виброприбор» Кишинёв
6. «Спартак» Омск
7. «Локомотив» Днепропетровск
8. АДК-2 Алма-Ата
9. «Электра» Донецк
10. «Кировец» Новосибирск
11. «Динамо» Краснодар
12. «Калев» Таллин

## Призёры
«Уралочка» (Свердловск): Инна Дашук, Лариса Капустина, Светлана Корытова, Валентина Маковецкая (Огиенко), Наталья Морозова, Ф.Насретдинова, Марина Панкова (Никулина), Ирина Пархомчук, Ирина Смирнова, Ирина Старкова, Елена Сущинская (Хакимова), Ирина Худякова. Тренер — Николай Карполь.
 АДК (Алма-Ата): О.Козаченко, Светлана Лихолетова, Татьяна Меньшова, О.Носач, Людмила Носенко, Елена Овчинникова, Ольга Прокопьева, Элла Райбер, Ирина Светлова (Федотова), Марина Чуксеева, Елена Шишкина, Ирина Щербакова. Тренер — Нелли Щербакова.
 «Орбита» (Запорожье): Виктория Бубенцова, М.Бургман, Т.Василенко, И.Вчерашняя, Э.Калинюк, Т.Коломоец, Н.Кордос, В.Лысечко, В.Милишкевич, Ирина Пухальская, Т.Ткаченко, Елена Шабовта. Тренер — Владимир Бузаев.